# 化学物理学报
化学物理学报（Journal of Chemical Physics）是一份科学学术期刊，发表化学物理各领域的论文，由美国物理协会出版，每年出版两卷，各24期。